# Хаби, Олег Иосифович
Олег Иосифович Хаби (2 октября 1940 — 13 января 2025, Москва, Россия) — советский футболист, советский и российский футбольный тренер.

## Биография
Олег Хаби родился 2 октября 1940 года.

### Игровая карьера
Играл в футбол на позиции защитника. В 1962—1972 годах выступал за «Энергетик»/«Памир» из Душанбе, игравший в подэлитном эшелоне советского футбола (за исключением сезона-63, проведённого уровнем ниже в классе «Б»). Всего провёл 261 матч, забил 14 мячей.

### Тренерская карьера
По окончании игровой карьеры стал тренером. В 1976—1980 и с 1983 по ноябрь 1988 года входил в тренерский штаб «Памира». В ноябре 1988 года был назначен старшим тренером, сменив на этом посту Шарифа Назарова.
Под руководством Хаби «Памир» провёл весь сезон-89, в котором впервые играл в высшей лиге, и занял 13-е место.
В 1990 году «Памир» вновь возглавил Шариф Назаров, и Хаби стал его ассистентом.
В 1993—1994 годах работал в тренерском штабе волгоградского «Ротора».
Работал тренером в московской СДЮШОР «Локомотив».
Жил в Мытищах. Умер 13 января 2025 года после тяжёлой и продолжительной болезни в возрасте 84 лет.